# Alfonso de la Cerda
Alfonso de la Cerda, apodado el Desheredado (Valladolid, 1270-Piedrahíta, 1335, fue el hijo mayor del infante Fernando de la Cerda y de su esposa Blanca de Francia, y nieto de Alfonso X de Castilla. Continuador de la Casa de la Cerda, heredera de la monarquía castellana durante el siglo XIII, fue aspirante según algunas fuentes, otras refieren haber sido coronado en Sahagún y Jaca, este conflicto sucesorio continuó durante los reinados de Sancho IV y Fernando IV de Castilla, finalmente durante el reinado de Alfonso XI de Castilla se firmó tratado con el que dejaría su derecho a suceder el trono.

## Orígenes familiares
Fue el hijo primogénito del infante Fernando de la Cerda y de Blanca de Francia, y por parte paterna era nieto del rey Alfonso X de Castilla y de la reina Violante de Aragón. Por parte materna era nieto del rey Luis IX de Francia y de la reina Margarita de Provenza.
Fue hermano de Fernando de la Cerda, que contrajo matrimonio con Juana Núñez de Lara la Palomilla.

## Biografía

### Sucesión de Alfonso X
Cuando murió su padre Fernando en 1275, su abuela la reina Violante de Aragón llevó a Alfonso de la Cerda a Aragón junto con su entonces recién nacido hermano Fernando de la Cerda. Allí fue criado durante trece años en la fortaleza de Játiva, como virtual prisionero del rey Pedro III de Aragón.
Su abuelo el rey Alfonso X de Castilla lo había designado su sucesor. En su testamento estableció la división de los reinos entre sus hijos. Sancho heredaría Castilla y Alfonso heredaría León. Los partidarios de Sancho no respetaron ese testamento. A su muerte en 1284 (Alfonso tenía entonces sólo catorce años) el trono fue usurpado por su tío Sancho, quien reinaría como Sancho IV de Castilla. En septiembre de 1288 el rey Alfonso III de Aragón liberó a Alfonso de la Cerda y lo proclamó rey de Castilla y de León, en Jaca. A pesar de este apoyo del rey de Aragón, Alfonso no pudo recuperar el trono, y el nuevo rey de Aragón, Jaime II dejó aparcado el asunto en el Tratado de Monteagudo (1291). La Crónica de Alfonso X el Sabio relata así la muerte del padre de Alfonso, que aún no había alcanzado la edad para acceder al trono que le dejaba en herencia su abuelo.

Et estando el infante don Ferrando en aquella villa, adolesció de gran dolencia. Et veyéndose quexado de la muerte, fabló con don Juan Núnnez e rogól mucho afincadamente que ayudase e fiziese en manera que don Alfonso, fijo deste infante don Fernando, heredase los regnos después de los días del rey don Alfonso su padre [...] Et luego este infante don Fernando finó en el mes de agosto.

### Minoría de edad de Fernando IV
Fallecido el rey Sancho IV y aprovechando la minoría de edad de su hijo, el rey Fernando IV, el rey aragonés trató de beneficiarse en el territorio castellano. La coyuntura era favorable porque Jaime II de Aragón se había liberado de los compromisos italianos por el Tratado de Anagni (1295).
El pretexto fue apoyar a Alfonso de la Cerda sobre la base de que el matrimonio de Sancho IV y María de Molina no contaba con la dispensa de la Iglesia. Los coaligados acordaron el reparto del reino castellano ente Alfonso de la Cerda, que recibiría los reinos de Castilla, Toledo, Córdoba y Jaén, y su tío el infante Juan, el reino de León, Galicia y Sevilla. A Jaime II, Alfonso de La Cerda, como rey de Castilla, le donó el reino de Murcia como pago de la ayuda para obtener trono de Castilla. En Bordalba (Ariza), el 21 de enero de 1296, Alfonso de La Cerda, intitulado como rey de Castilla, de León, Toledo, Galicia, Sevilla, Córdoba, Jaén, Algarve, donaba el reino de Murcia a Jaime II. Lo ratificó en Serón el 4 de febrero.
En febrero de 1296, Jaime II lanzó el ultimátum a Castilla, y comenzó los preparativos de guerra. En la primavera de 1296 se produjo la invasión de Castilla por dos ejércitos aragoneses. Uno encabezado por Jaime II se encargaba de la ocupación del reino de Murcia que no completaría hasta 1300, y mientras, el otro ejército aragonés, en el que se encontraba el infante Pedro de Aragón y Alfonso de la Cerda, entró en Castilla por Almazán y Monteagudo. En San Esteban de Gormaz se encontraron con las tropas del infante Juan y otros nobles partidarios de Alfonso de la Cerda, entre ellos Juan Núñez de Lara que esperaba recuperar el señorío de Albarracín.
De allí se dirigieron a León, donde el infante Juan fue proclamado rey de León, Galicia y Toledo; y desde allí fueron a Sahagún donde Alfonso de la Cerda fue proclamado rey de Castilla Toledo, Córdoba y Jaén. Desde allí se dirigieron a Mayorga de Campos, que pusieron bajo asedio, apoderándose además de Tordehumos, Villagarcía, Tordesillas, Medina de Rioseco, La Mota, y Villafáfila. Pero una epidemia de peste dio al traste con la intentona de apoderarse de Mayorga, y el mismo infante Pedro junto a nobles aragoneses, como Ximeno de Urrea y Ramón de Anglesola, fallecieron, de modo que las fuerzas aragonesas se retiraron hacia Aragón.
Por su parte, el rey Dionisio I de Portugal invadió Castilla, donde le aguardaban el infante infante Juan y Juan Núñez de Lara para unirse a los portugueses en el sitio al que proyectaban someter la ciudad de Valladolid, donde se encontraban la reina María de Molina y Fernando IV. Pero los portugueses sólo llegaron a Simancas, cerca de Valladolid, ya que temeroso de quedarse aislado y sin tropas en medio de Castilla, Dionisio de Portugal se retiró del conflicto y llegó a un acuerdo con Castilla por el tratado de Alcañices de 1297, por el que además de solucionar cuestiones fronterizas y matrimoniales, el monarca portugués retiró el apoyo al infante Juan y a Alfonso de la Cerda y aportó un ejército de trescientos caballeros, puestos a las órdenes de Juan Alfonso de Alburquerque, para ayudar a la reina María de Molina. Esto benefició a María de Molina para contratacar al infante Juan, quien, en esos momentos, aún seguía controlando el territorio leonés.
Con la retirada del rey de Portugal, el infante Juan se retiró a León y Alfonso de la Cerda regresó al reino de Aragón. En octubre de 1296, las tropas de María de Molina cercaron Paredes de Nava, donde se hallaba María Díaz de Haro, esposa del infante Juan, acompañada por su madre, Juana Alfonso de Molina, que era medio hermana de María de Molina. Sin embargo, el infante Enrique, tutor y regente de su sobrino-nieto Fernando IV, temiendo que el éxito de esa empresa le privase de su posición, paralizó el asedio sin haber tomado la plaza. 
Alfonso de la Cerda y el infante Juan prosiguieron la guerra y con los medios proporcionados por Jaime II de Aragón, sus partidarios acuñaron moneda de baja ley en León, Castrojerafe, Dueñas y otras posesiones del infante Juan, lo que puso en dificultades económicas al reino. En Aragón Jaime II concedió en abril de 1298, el señorío de Albarracín a Juan Núñez de Lara, de este modo caballeros castellanos que guardaban la frontera cambiaron al bando aragonés y esto permitió que se le entregaran las villas de Almazán y Deza a Alfonso de Cerda.
La reina María de Molina emprendió la iniciativa. En el mes de abril de 1299 recuperó los castillos de Mónzón y de Becerril de Campos, que se hallaban en poder de los partidarios de Alfonso de la Cerda. En 1299 Juan Alfonso de Haro, señor de los Cameros, capturó en Alfaro a Juan Núñez de Lara, partidario de Alfonso de la Cerda. Mientras tanto, la reina dispuso el envío de tropas para socorrer Lorca, sitiada por el Jaime II de Aragón, al tiempo que, en agosto del mismo año, las tropas del rey castellano cercaban Palenzuela. Juan Núñez de Lara llevó una concordia con María de Molina entre finales de 1299 y comienzos de 1300, a condición de que su hermana Juana Núñez de Lara se desposase con el infante Enrique, de que rindiese homenaje al rey Fernando IV y se comprometiese a no guerrear contra él, y de que devolviese a la Corona los municipios de Osma, Palenzuela, Amaya, Dueñas, que le fue concedida al infante Enrique, Ampudia, Tordehumos, que le fue entregada a Diego López V de Haro, señor de Vizcaya, la Mota, y Lerma. Jaime II de Aragón perdió este aliado y se apoderó de Albarracín. 
A esta defección de la causa de Alfonso de la Cerda. le siguió el infante Juan. Durante las Cortes de Valladolid de 1300, el día [6 de junio, el infante Juan renunció a sus pretensiones al trono, no obstante haber sido proclamado rey de León en 1296, y prestó público juramento de fidelidad a Fernando IV y a sus sucesores. A cambio de su renuncia a la posesión del señorío de Vizcaya (cuya posesión le fue confirmada a Diego López V de Haro), María Díaz de Haro y su esposo, el infante Juan, recibieron Mansilla, Paredes de Nava, Medina de Rioseco, Castronuño y Cabreros. Poco después, María de Molina y los infantes Enrique y Juan, acompañados por Diego López V de Haro, sitiaron el municipio de Almazán, villa convertida en sede de la Corte de don Alfonso de la Cerda, pero levantaron el asedio por la oposición del infante Enrique. 
Jaime II siguió apoyando la causa del infante Alfonso de la Cerda, ya que así podía asegurarse el reino de Murcia. En 1300 se alió con el sultán Muhammad II de Granada, el cual se lanzó sobre Andalucía, reconoció a Jaime II como rey de Murcia al año siguiente y el 1 de enero de 1302, a Alfonso de la Cerda como legítimo rey de Castilla. Sin embargo, varios sucesos impelieron a Jaime II a establecer negociaciones. En primer lugar, el ejército castellano se lanzó a la reconquista del reino de Murcia poniendo a las tropas aragonesas en repliegue, pero los infantes Enrique y Juan acudieron para detener la ofensiva ya que les convenía tener un frente abierto para seguir manejando el gobierno.
Por otro lado, en noviembre de 1301, hallándose la corte en la ciudad de Burgos, se hizo pública la bula por la que el papa Bonifacio VIII legitimaba los hijos habidos en el matrimonio de la reina María de Molina con el difunto rey Sancho IV, lo cual dañaba los intereses de Alfonso de la Cerda, y capacitaba a Fernando IV como rey, que fue declarado mayor de edad el 6 de diciembre de 1301. Ante lo cual, su tío el infante Juan y Juan Núñez de Lara lograron acaparar los puestos principales en la Corte, en detrimento del infante Enrique y de los colaboradores de María de Molina, como Juan Manuel, Diego López de Haro, su hijo Lope Díaz de Haro y Juan Alfonso de Haro. Esto permitió intensificar la labor diplomática, mientras el rey Fernando IV y el infante Juan se entrevistaron en Badajoz con el rey Dionisio en abril de 1303, por otro lado Jaime II incorporó a la causa del infante de la Cerda, al infante Enrique, a Juan Manuel, a los López de Haro y Juan Alfonso de Haro, en una vistas celebradas en Ariza en junio. En Ariza pactaron la entrega de Murcia a Jaime II, y la entrega del reino de Jaén y otros señoríos como Valdecorneja, Pedraza, Almazán para Alfonso de la Cerda.
Aunque las vistas de Ariza no fueron aceptadas en Castilla, no existía ni en Castilla ni en Aragón intención de proseguir la guerra. Jaime pidió la intervención del rey de Portugal en un arbitraje para solucionar las diferencias. Esto supuso el abandono diplomático y militar de Alfonso de la Cerda, con lo que tuvo que avenirse a someterse al arbitraje. A esto hay que añadirle que tras la muerte de Muhammad II de Granada, Muhammad III aseguró lo ganado, aviniéndose una tregua con Castilla, en agosto de 1303, lo que anulaba la alianza con Aragón en contra Castilla.
El 8 de agosto de 1304, el arbitraje dio como resultado el Tratado de Torrellas. Como parte de este, el rey Jaime II de Aragón amplió las fronteras del reino de Valencia a costa del reino de Murcia. Fernando IV obtuvo la renuncia de Alfonso de la Cerda, que dejó de emplear las armas reales y el sello de Castilla para integrarse en la alta nobleza castellana. En compensación, Alfonso de la Cerda recibía señoríos y rentas distribuidos por todo el territorio de la Corona de Castilla, lejos de la frontera con Aragón, con el propósito de que no pudiese formar un gran señorío. Así Alfonso de la Cerda recibiría Alba, Béjar, Valdecornejo, El Real de Manzanares, Herrín de Campos, Gatón de Campos, Gibraleón, La Algaba, tierra de Lemos, los montes de la Greda de Magán, Puebla de Sarria, Rabaina, la Ruzafa, los molinos de Córdoba, los molinos de Sevilla y la isla de Sevilla, parte de los molinos de Hornachuelos, y la mitad de la atunería de Aladra; este patrimonio debía producir una renta anual de 400.000 maravedíes, y si no llegara debería incrementarse las donaciones hasta llegar a tal renta, así pues, no fue hasta 1307 cuando Alfonso de la Cerda quedó satisfecho con la renta. No obstante, debía entregar al rey castellano, Almazán, Serón, Deza y Alcázar de San Juan. Finalmente Alfonso de la Cerda aceptó el arbitraje el 16 de agosto de 1304.

### Últimos años
Se estableció posteriormente en Francia, donde el rey Carlos IV le nombró barón de Lunel, municipio situado en la región de Languedoc-Roussillon. Durante los primeros años del reinado de Alfonso XI de Castilla, mayor de edad, trató de buscar ayuda en Francia para revitalizar sus derechos al trono, pero desengañado, volvió a Castilla, y en Burguillos, en 1331, rindió un homenaje a Alfonso para dejar zanjadas sus pretensiones al trono castellano. Al año siguiente participó en la coronación de Alfonso XI.
Otorgó testamento en 1334 y nombró a su esposa albacea. Falleció en 1335 y recibió sepultura en el Monasterio de Santa María la Real de Las Huelgas de Burgos, fundado por Alfonso VIII de Castilla en el siglo XII con el propósito de convertirlo en panteón real de la Casa de Castilla.

## Sepultura

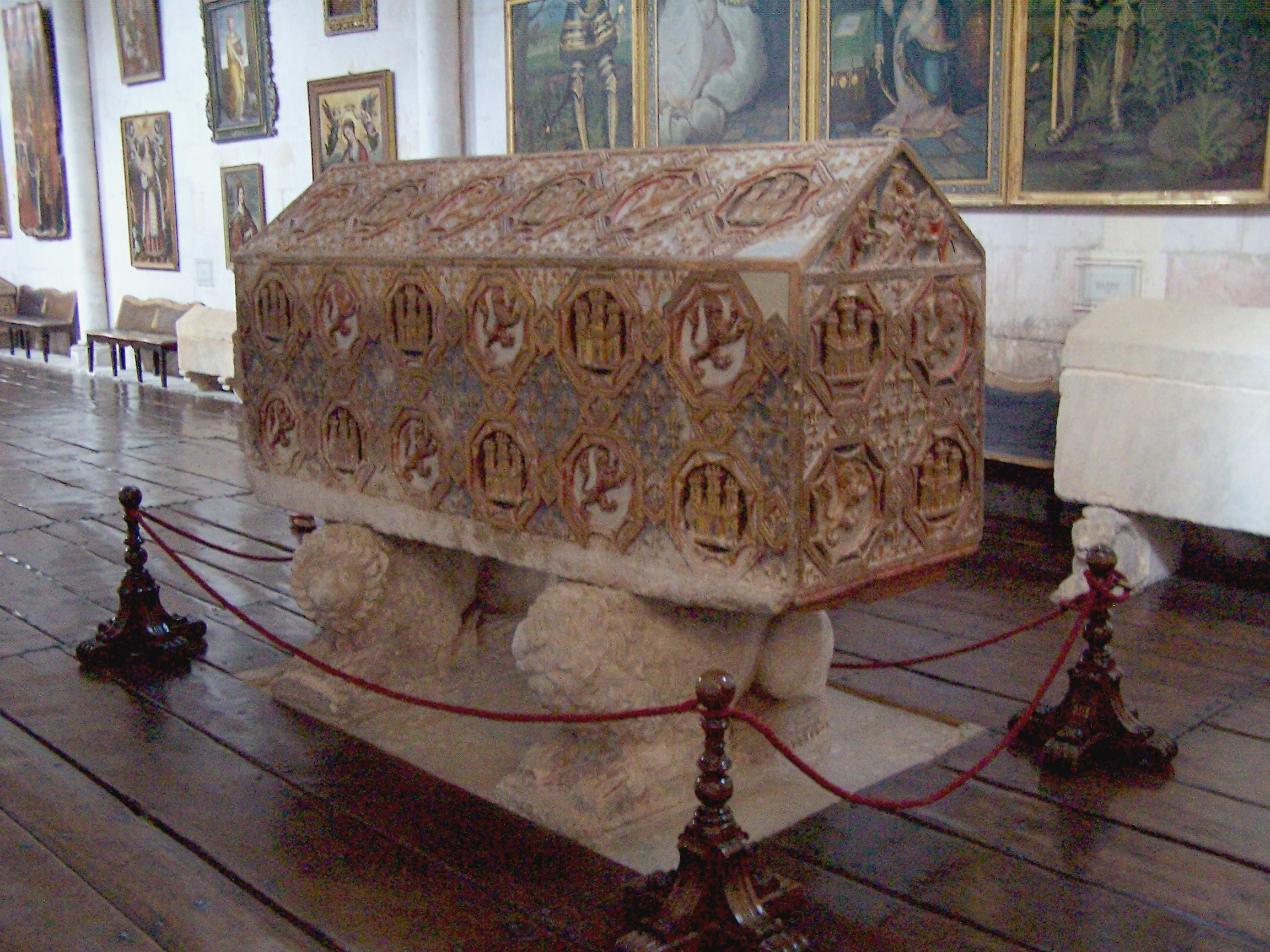
Sepulcro de Alfonso de la Cerda en el monasterio de las Huelgas de Burgos.

Su sepulcro se encuentra actualmente exento, localizado en el centro de la nave de Santa Catalina del cenobio burgalés, y en el pasado estuvo situado delante del de su padre, el infante Fernando de la Cerda, lo que evitó que en la Guerra de la Independencia este último fuera saqueado por las tropas francesas, que profanaron todos los sepulcros existentes en el monasterio con excepción de aquel del infante Fernando de la Cerda, cuyo ajuar se encontró intacto a mediados del siglo XX, durante la investigación llevada a cabo en el monasterio por Manuel Gómez-Moreno Martínez, pasando a formar parte del contenido de la sección de piezas más destacadas del Museo de Telas Medievales de Burgos. 
El sepulcro que contiene los restos momificados de Alfonso de la Cerda, cuyo cadáver porta bigote y barba poco desarrollada, está ornado con relieves que cubren todo el sarcófago, con excepción de los dos frontispicios. Los relieves que cubren el sepulcro se disponen en una serie de octógonos que albergan en su interior castillos y leones, que se alternan con espacios intermedios en los que se disponen flores de lis, por la ascendencia francesa del difunto. En el frontispicio de los pies del sepulcro aparece representada la Virgen María en posición sedente, acompañada por el Niño Jesús, situados ambos entre dos ángeles arrodillados. En el frontispicio correspondiente a los pies del sepulcro aparece Cristo mostrando las llagas, situado entre María Magdalena y San Juan.

## Matrimonio y descendencia
Se le atribuía un matrimonio con Matilde o Mahalda de Narbona, hija del vizconde Aimery VI de Narbona. Según otras investigaciones, casó en 1290 con su pariente Matilde o Mahalda de Brienne-Eu, fallecida entre 1348 y 1353, hija de Juan I de Brienne, conde de Eu (m. 1294) y de su esposa Beatriz de Châtillon (m. c. 1304), nieta paterna de Alfonso de Brienne, conde de Eu, y de su esposa María de Lusignan y nieta materna de Guy III de Châtillon, conde de Saint-Pol, y de su esposa Matilda de Brabante, condesa de Artois. Fruto del matrimonio nacieron: 
- Fernando Alfonso de la Cerda (Morella, c. 1286-después de 1340) casado con Elvira de Ayala, de ascendencia desconocida;[29] con descendencia; de él se tienen noticias en 1334 y 1340. Su hijo fue Alfonso Fernández de la Cerda.[30][a]

- Alfonso de la Cerda (Francia, 1289-Gentilly, Francia, 15 de abril de 1327), Arcediano de París hasta 1322, señor de Lunel, 1324, señor de Tafalla y Caparroso, julio de 1325, esposo de Isabel de Antoing;[32]
- Enrique de la Cerda (Francia, 1290-después de 1327), Arcediano de París al dejar la Iglesia su hermano Alfonso;[32]
- Luis de la Cerda (Francia, 1291-Lamotte du Rhône, 1348), primer conde de Talmont, esposo de Leonor de Guzmán;[32] En su testamento, otorgado el 30 de julio de 1348, nombra a su madre a quien le deja las rentas de sus villas de Garganta la Olla, Torremenga y Pasarón.[33]
- Margarita de la Cerda (1293-después de 1328), señora de Lemos y Sarria y esposa del infante Felipe de Castilla;[32]
- Juan Alfonso de la Cerda (Francia, 1295-7 de agosto de 1347), II señor de Gibraleón, El Real de Manzanares, Huelva y Deza.[32]
- María de la Cerda (España, 1305-antes de 1355), señora de Villafranca de Valcárcel, mujer de Alonso Meléndez de Guzmán, maestre de la Orden de Santiago entre los años 1338 y 1342, sin descendencia;[32]
- Inés de la Cerda (España, 1307-1362),[32] I señora de Bembibre. Contrajo matrimonio con Fernán Rodríguez (o Ruiz) de Villalobos, señor de Villalobos (1349) y señor de Autillo.[32] Fue sepultada junto con su esposo en el Monasterio de Santa Clara de Villalobos en Zamora que juntos habían fundado en 1348.[32][34] Su hijo Fernán Rodríguez de Villalobos sucedió a su padre como señor de Villalobos y murió soltero antes de 1356. En su testamento, otorgado el 13 de marzo de 1356, Inés declaró que ya era viuda y que no tenía ningún sucesor, salvo su hija Blanca: «Et porque, mal pecado, el dicho Fernán Rodríguez e sus fijos son finados e non fincó dél por la línea derecha, salvo Doña Branca, nuestra fija. Et porque, mal pecado, la dicha Doña Branca es tollida e tal que non puede aver fijos nin esperançá que los pueda aver.» En 1354 había otorgado otro testamento donde decía que su hijo Fernán tenía menos de catorce años, y ya para 1356, año en que otorgó el otro testamento, Fernán había muerto sin haber dejado ninguna descendencia, legítima o ilegítima.[35]

| Predecesor: Fernando IV | Rey rival de Castilla (en guerra contra Fernando IV) 1296-1304 | Sucesor: Fernando IV |